# Anatoli Syrin
Anatoli Syrin (russisch Анатолий Зырин; englische Transkription Anatoliy Zyrin oder Anatolii Zyrin; * 1989 oder 1990) ist ein professioneller russischer Pokerspieler. Er ist zweifacher Braceletgewinner der World Series of Poker.

## Pokerkarriere

### Werdegang
Syrin spielt auf der Onlinepoker-Plattform PokerStars unter dem Nickname Dykallis. Seine erste Geldplatzierung bei einem Live-Pokerturnier erzielte er Ende August 2012 bei der Russian Poker Tour in Kiew, wo er ein Heads-Up-Event mit einer Siegprämie von 12.700 Euro für sich entschied. Nachdem er anschließend knapp drei Jahre keine weiteren Geldplatzierungen erreicht hatte, platzierte er sich ab Juli 2015 bei zahlreichen Events in Minsk auf den bezahlten Plätzen. Im September 2017 gelangte der Russe beim Main Event der partypoker Millions Russia in Sotschi an den Finaltisch und belegte den mit 300.000 US-Dollar dotierten vierten Platz. Bei der World Series of Poker Europe im King’s Resort in Rozvadov war er Anfang November 2017 erstmals bei einem Turnier der World Series of Poker (WSOP) erfolgreich und beendete das Main Event auf dem mit rund 20.000 Euro prämierten 43. Rang. Ab Juni 2019 erzielte Syrin seine ersten Geldplatzierungen bei der WSOP-Hauptturnierserie im Rio All-Suite Hotel and Casino in Paradise am Las Vegas Strip. Dort belegte er den mit knapp 150.000 US-Dollar dotierten zweiten Platz bei einem Shootout-Event und gewann rund drei Wochen später ein Event in gemischten Omaha-Varianten, wofür er rund 200.000 US-Dollar sowie ein Bracelet erhielt. Im September 2019 wurde der Russe beim Main Event des Merit Poker Retro im nordzyprischen Kyrenia Zweiter und sicherte sich aufgrund eines Deals knapp 360.000 US-Dollar. In Sotschi gewann er Anfang Oktober 2020 das National-Event der European Poker Tour mit einer Siegprämie von umgerechnet über 85.000 US-Dollar und im Monat darauf das Main Event der Eurasian Poker Tour, dessen Hauptpreis umgerechnet knapp 75.000 US-Dollar betrug. Bei der WSOP 2021 setzte sich Syrin beim Colossus gegen 9398 andere Spieler durch und sicherte sich sein zweites Bracelet sowie rund 200.000 US-Dollar. Vier Tage nach diesem Erfolg wurde er bei der Pot Limit Omaha Hi-Lo Championship Dritter und erhielt mehr als 200.000 US-Dollar.
Insgesamt hat sich Syrin mit Poker bei Live-Turnieren mehr als 2,5 Millionen US-Dollar erspielt.

### Braceletübersicht
Syrin kam bei der WSOP 31-mal ins Geld und gewann zwei Bracelets:
| Jahr | Buy-in (in $) | Turnier                   | Teilnehmer | Preisgeld (in $) |
| ---- | ------------- | ------------------------- | ---------- | ---------------- |
| 2019 | 1500          | Omaha Mix                 | 0717       | 199.838          |
| 2021 | 0400          | Colossus No-Limit Hold’em | 9399       | 314.705          |